# Zambo (département)
Pour les articles homonymes, voir Zambo (homonymie).
Pour le village chef-lieu, voir Zambo (Burkina Faso).
Ne doit pas être confondu avec Zamo (département).
Zambo est un département et une commune rurale de la province de l’Ioba, situé dans la région du Sud-Ouest au Burkina Faso.
En 2006, le département comptabilisait 18 260 habitants.

## Villages
Le département et la commune rurale de Zambo est composé administrativement de vingt-et-un villages, dont le village chef-lieu homonyme (données de population consolidées issues du recensement de 2006) :
- Bobra-Gogo (791 habitants)
- Bolkpé (293 habitants)
- Bontioli (1 162 habitants)
- Dergane (263 habitants)
- Djikologo (1 478 habitants)
- Forotéon (1 202 habitants)
- Gamgbo (475 habitants)
- Gbongbo-Zodoun (806 habitants)
- Gbonko (867 habitants)
- Habré (1 208 habitants)
- Korbé (729 habitants)
- Korompéri (680 habitants)
- Kpankpiré (1 400 habitants)
- Manoa (1 183 habitants)
- Namblétéon (355 habitants)
- Pintou (352 habitants)
- Tampla (654 habitants)
- Tiérétéon (156 habitants)
- Tovor (1 148 habitants)
- Zambo (1 593 habitants), chef-lieu
- Zoolo (1 465 habitants)